# Nagykamarás
Nagykamarás – wieś i gmina w południowo-wschodniej części Węgier, w pobliżu miasta Mezőkovácsháza.
Miejscowość leży na obszarze tzw. Kraju Zacisańskiego (węg. Tiszántúl), będącego częścią Wielkiej Niziny Węgierskiej, w pobliżu granicy rumuńskiej. Administracyjnie należy do powiatu Mezőkovácsháza, wchodzącego w skład komitatu Békés i jest jedną z jego 18 gmin.
Gmina Nagykamarás ma powierzchnię 43,05 km²; zamieszkiwana jest przez 1493 osoby (2009).